# Фондација Хајнрих Бел
Фондација Хајнрих Бел је немачка, правно независна политичка фондација. Повезана је са Савезом 90/Зелени. Основана је 1997. године када су се спојила три претходника. Добила је име по немачком књижевнику Хајнриху Белу (1917—1985).